# Adam Friedrich von Schönberg (Hofbeamter, 1688)
Adam Friedrich von Schönberg (* 16. Januar 1688 in Dresden; † 31. Dezember 1751 in Oederan) war ein königlich-polnischer und kurfürstlich-sächsischer wirklicher Geheimer Rat und Obersteuereinnehmer sowie Rittergutsbesitzer.

## Leben
Er stammte aus der sächsischen Adelsfamilie von Schönberg und war der Sohn von Adam Friedrich von Schönberg (1654–1707) und dessen Ehefrau Augusta Maria Marschall.
Im Dezember 1748 erwarb er das durch Verschuldung des Vorbesitzers Wilhelm Romanus Loth kurz hintereinander zweimal zum Verkauf stehende Mannlehn-Rittergut Schleinitz bei Meineweh im Amt Pforta. Ferner besaß er die Güter Börnichen bei Oederan im sächsischen Erzgebirge und Meineweh. Durch seinen frühen Tod fiel sein Besitz an seine Kinder, die ihn zunächst gemeinsam verwalteten, im Jahre 1754 jedoch zu einer Teilung schritten. Adam Friedrich von Schönberg nahm als schriftsässiger Rittergutsbesitzer von Börnichen an den Sächsischen Landtagen von 1716 bis 1749: 1716 und 1718 als Vertreter der Allgemeinen Ritterschaft, 1722 und 1725 im Weiteren Ausschuß und anschließend durchgängig im Engeren Ausschuß.
Verheiratet war er mit Wilhelmina Ernestina von Einsiedel, mit der er sieben Kinder hatte, darunter drei Söhne, die ihn überlebten und zu seinen Leibeslehnserben wurden. Dazu zählte Carl August von Schönberg (1725–1805), der kurfürstlich-sächsischer Kammerherr, Obersteuereinnehmer und zuletzt Obersteuerdirektor und Kommissar der Cassen-Billets-Commission wurde.